# Mihály Lantos
Mihály Lantos (Boedapest, 29 september 1928 – aldaar, 31 december 1989) was een Hongaars voetballer.

## Carrière
Lantos begon zijn professionele carrière in 1948 bij MTK Hungária FC. Met de ploeg behaalde hij drie landstitels en 1 beker. De ploeg won ook de Mitropacup 1955. Hij speelde er dertien seizoenen, speelde er 290 wedstrijden en scoorde 38 keer.
In 1949 werd hij Hongaars international. Hij kwam terecht in het vedettenteam dat de Magische Magyaren werd genoemd, waar hij speelde met wereldsterren als Ferenc Puskás en Sándor Kocsis. Lantos speelde 52 interlands voor Hongarije. Hij won met de ploeg goud op de Olympische Zomerspelen 1952. Tijdens het Wereldkampioenschap voetbal 1954 speelde Lantos alle vijf de wedstrijden. Hij scoorde in deze vijf wedstrijden twee doelpunten.  
Lantos overleed in 1989 op 61-jarige leeftijd.